# 神経工学
神経工学（Neuroengineering または Neural engineering）とは生理学と電子工学を融合した境界領域である。従来、人のビタミンやミネラルやアミノ酸や生体膜の構造を考える生理学と物理学の間には境界領域として関心が存在した。近年、これらの境界領域は機械的なメカニズムで説明され神経科学として統合された。その中でも神経回路に電子工学からアプローチしたものを神経工学と言う。
全体として神経工学は生理学的な側面と人間工学的な側面を持っている。生理学は神経の情報伝達だけでなく筋肉やホルモンなど生体全般を研究対象にしている。人間工学は人の全身の姿に工学的アプローチをするものである。神経科学は知覚経験から感覚器官、神経経路、脳の連続した情報伝達を研究している。脳科学は神経の中でも脳という臓器に特化して研究する分野であり、工学的に脳を制御する分野は脳工学と呼ばれる。

## 概要
神経工学は神経科学を基礎としている。神経科学で研究された生体の神経の構造や生理的なものを工学的に利用するものである。主に脳内に存在する神経回路網に対し工学的なアプローチを行う学問分野である。神経工学がアプローチを行う場所は感覚器官、神経経路、脳である。神経回路を構成するニューロンは化学物質によって電位を変化させることで互いに情報を伝達している。これは電子回路に似た性質を持っているため、電子回路によって模倣することや電子回路と接続することが理論上可能である。
神経工学は幾つかの分野で活用されている。情報工学は人の思考や認知の仕組みをプログラムで代用した人工知能。生体医工学は機械的なもので身体を代用しようと考えている。人工骨や義歯や人工血液や人工血管や義手・義足や脳など人工臓器で代用しようとするものである。名医の指先の動きをロボットアームで模倣して名医の手術を受けることも予想される。精神医学は脳の喜怒哀楽に反応する脳の箇所に電気を流したり、除去することで悪性な状態がなくなると考えている。心理学は電気信号を体や脳の特定の箇所に流すとどんな感情になるのか、宗教的な言い回しを神経工学で実際にやってみる超心理学がある。産業では身体障害者の代理人となるアバターにするとか、ウェイターや建築現場のロボットを遠隔地で操作することが考えれている。
神経工学が応用された幾つかの分野は全てが政府の大型資金援助のムーンショット計画の目標１に流れ込んでいる。クラーク産業産業分類によると近代社会は第一次産業、第二次産業、第三次産業の順に発展するとされている。2030年までにSosicety 5.0という目標を設定しており、人工知能と現実のものを結び付けて効率化する産業の進捗状況を考えている。2050年までに現実の世界を神経工学で効率化するムーンショット計画目標１がある。Society 5.0とムーンショット計画の目標１で発展する未来を第四次産業という産業の進捗状況だと考えられている。
神経工学は社会や産業への応用を目指していることが社会の主流となっている。

## 生体制御の物理現象
神経工学は神経のメカニズムを制御するのだが、神経工学と神経のメカニズムは幾つかのメカニズムで強い結びつきをみる。神経にはミネラルが水に溶けたイオンが満たされており、イオンの移動が電流となっている。電気、電気を誘導する磁場は神経を制御する基本的な物理である。耳は空気中の振動で有毛細胞のイオンチャネルが制御されている。例えば、音は可聴域の空気の振動が蝸牛内の有毛細胞を振動させる。有毛細胞が振動するとカリウムイオンの移動が起こり、カリウムイオンの移動に伴う電気的な移動が感覚の電気刺激である。千葉大学の中川誠司教授は超音波による骨伝導で聴覚刺激を与えている。中川教授の研究は超音波が耳や首に流しただけでなく、胸や手首や背中の辺りにまで超音波を流しただけでも聴覚することが言われている。インプラント式の人工内耳は人の耳内部にある蝸牛という渦巻状の器官があるのだが、蝸牛の中には有毛細胞という音の振動数に応じて共振する毛が生えている。蝸牛の中に電極を差し込み音で振動するはずの場所に電気を流すメカニズムになっている。すると、電気刺激が音のような感じになって感覚されるというものである。刺激は電流だけに留まらず電磁波でも刺激を届けることができる。同志社大学の小林耕太先生は赤外線が蝸牛に照射されると音が聞こえるという研究をしている。赤外線は熱の膨張によりイオンの交換が行われてるのではないかと言われている。どのような物理現象でも有毛細胞を振動や熱で動かすことができれば感覚はするんじゃないかという話しである。

## 神経回路の方向性
神経回路のアプローチは異なる方向性で説明される。方向性はエンコードとデコードである。
知覚経験は空間に存在する光や音や触れ合いを人が経験することで感覚される。知覚経験は物理現象で言うと、電磁波や振動や圧力と説明される。神経回路に流れるのは電流である。幾つかの物理現象と神経回路の電流は物理現象が異なるので通じないのだが、別の形に変換することで電流として神経に流すことができる。これをIoBミドルウェアと言う。光や音が真空中で30万km/sであるのに対し有髄神経は70-150m/sと異なる。知覚経験が神経に流れるには神経回路に丁度いいリズムにエンコードされなければならない。エンコードは幾つか困難があり、一人の人間の知覚経験をエンコードすることはできても、自分のエンコードを他人に流しても通じない。他人の顔かたちや身長が違うように神経の長さや臓器の形状が若干異なるので、パルス波形のデータがほとんど通じない。器質的な事情で自分と他人の神経のリズムは違うので翻訳が必要になる。エンコードの方面は常に侵襲的である。
脳には電気が流れているのだが神経の周りに発生する磁場を計測して、計測したものはデータになる。直接的に脳の電流を計測したのではないけど、データから間接的に脳の電気状態を予測することができる。神経の周りの磁場と計測との間に困難がある。脳は周辺に電気と磁場が幾つも発生しているので乱雑なパルス波形として計測される。乱雑なパルス波形は原因となる一つの脳波の状態に復元する仕事をデコードと言う。デコードにはフーリエ解析やウェーブレット解析などが使われる。BMIは脳波を計測して機械の制御まで応用したものであるが、BMIが磁場を計測している場合は非侵襲性であるが、脳を切開して直接的に脳の電流を計測すると侵襲的である。
計測した脳の電気状態をモニターやアプリ等で確認することをニューロフィードバックと言う。学習や運動はベストパフォーマンスになると特徴的な脳波になる。脳波を計測しただけでなく、自分で確認してベストパフォーマンスの脳波に自分の脳や身体の状態を近付けることができる。他には脳波を計測して機械のフィードバックにアプリとステレオの動作に近付けると、悲しい時には悲しい曲、楽しい時には明るい曲を流すものが考えられている。
神経回路のアプローチは全て使用すると同一線上で理解できる。エンコードされた電気信号を感覚器官、神経、脳に流す。エンコードした電気信号を脳に流すと特定の箇所が反応する。脳の特定の箇所は計測されて五感情報のデータ化することができる。五感情報をネット回線で送受信することは五感情報通信と言われている。受信側の刺激装置で翻訳された電気信号を他者の脳に流すとBtoB(Brain to Brain)と言われる研究領域になる。
神経工学はエンコードが主流である。

## 応用例
神経に工学的アプローチをするものは神経工学である。神経工学は使われたものが一致していても目的により異なる研究領域で呼ばれる。構造や電気状態のメカニズムを理解して神経を工学的に説明したものは神経工学だが、失明者や難聴などの病気の治療目的のものは生体医工学、鬱やテンカンなど精神病を治す目的のものは精神医学、電気を生体に流した人がどのように反応を示すのかを知りたいというと心理学である。

## 心理学
神経工学は神経回路にアクセスした心の状態を知りたいものは心理学と言われる。心理学はTMS（経頭蓋電気刺激）でどのように人が振舞うかを調べている。エンコードされた電磁波により遠隔地に言語活動や映像を届ける研究は超心理学と言われている。通常、科学は宗教の真実を明らかにすることに使われるが、宗教においては科学が宗教に奉仕する形で使われており、予言や良い感じの言い回しを実際に科学で実現させてしまうものである。

## 医学
神経工学は健康な人に使うことはないという意味で病人に使われる医学と言われる。神経工学の医学はニューロモジュレーションが生体を侵襲的に刺激する研究を行っている。人工臓器や分身ロボットやエネルギー療法で病気の治療の為に応用がされている。人工臓器は生体医工学の領域で施術されている。人工臓器は感覚器官、神経への接続、脳の三つの神経回路にアプローチされる。感覚器官を機械で代用した人工網膜、人工内耳、人工触覚が常識的にある。人工触覚はテレハプトと呼ばれており、指の力の込め具合や重さの圧力を計測し、遠隔地で同圧力分の押し出す動作を機械にさせる。これにより分身ロボットやロボットアームなどに精密な手先の動きをさせることが期待されている。神経の経路が切断されると五体が麻痺する。神経の切断箇所にバイパスを通して感覚再建する機能的電気刺激がある。分身ロボットはムーンショット計画の目標１は政府の大型研究資金援助であるが、2050年にサイバネティックアバター社会を提唱している。これは計測の系列であり、BMIの関係で語られている。現実の世界をアバターで制御して効率化するサイバー空間を作り出すものである。会社の会議や音楽ライブなどをアバターで行うことを許可したり、身体障害者の脳波や目の動きを計測してロボットを動きを制御する福祉器具が使われる。エネルギー療法は８の字コイルが精神病者の脳に電磁場を反復して照射するTMSでは神経回路への医学的介入を神経接続と呼んでいる。エネルギー療法は広義において気功の方面でも語られる。気功は健康を増進することについて科学的に考察した所、何かしら電磁波であるとされている。そこから電流や電磁場によって神経や経絡を制御して健康効果を得る。手から出る電磁波で結核や不安などの神経症が治るというロイヤルタッチやレイキも含まれる。

## 誤解を招く領域
この類の工学は分析されると違いが明らかになる。工学は人と機械に分けられるとしよう。人は神経工学と計測に分析される。機械は情報工学と制御工学に分析される。
神経工学は神経にバイパスを通して別の経路から神経情報を伝達するものである。別の経路というのは切断して麻痺した神経に迂回路を作ることもあれば、体外の機械からパルス波形を流して生体を制御するものであってもいい。交通事故などで四肢麻痺患者が生まれることがある。四肢麻痺は強い力で神経の経路のどこかが破損していて情報が伝わらなくなっている。情報が伝わらないので手足が動かないのだ。切断した神経の箇所にバイパスを作り体を従来通りに動かすことができるというものである。計測は生体が流す電気的な情報を拾い集めることである。神経は電流が流れている訳だが、電流の周りに磁場が生じる。磁場を計測することで数値として明らかになる。脳は数値で間接的に推論することができるのである。計測で言われる侵襲というのは神経工学とは意味合いが異なる。頭皮上から磁場を計測するものは間接的であり、このように受け取られると推測されるものに過ぎない。計測の侵襲は頭蓋骨に穿孔して脳にプラチナスパイクを刺し、直接流れる電流を計測するものである。脳を計測するだけのものであるが、コンピュータを操作するまで応用したブレイン・マシン・インターフェースが実用化されている。ブレイン・マシーン・インターフェースは脳は個別の電気状態を持っているのだが、個別の電気情報に計測を行い、個別なものを特別なプログラムに仕分けさせ、それぞれのプログラムは機械のスイッチを入れるというものである。例えば、電動車椅子の人が右に曲がりたいと脳で考えると脳の運動領域に独特な脳波が生じる。その脳波をプログラムで検知し、プログラムが車輪を右に曲げる動作のスイッチを入れるということだ。
脳の情報は人工知能と混同されることがある。人工知能はプログラムの名前である。人の認識方法や思考方法をプログラムにして人に近い情報処理をするプログラムのことである。計測されたデータを人工知能のプログラムで読み取り、プログラムで機械を制御するというものである。交通量を計測して、計測データはプログラムで渋滞状況を仕分けすることができる。人が少ないと認められた道をカーナビに表示するというものである。顔認証とは、人の顔が身長や体重が違うように目の感覚や輪郭や鼻の位置などが独特の配置になっている。独特の配置はプログラムで座標データにされる。特別な座標データはプログラムにより仕分けされ、社員や住居者の場合、鍵を開ける機械の動作に結び付けられる。制御工学は、古くは産業革命の蒸気機関に始まる。蒸気機関は火が水を沸かし、沸騰した水が蒸気となり体積を増やす。増えた体積の圧力を利用してタービンを回すというものである。タービンは回転運動なのだが、回転運動を左右運動や上限運動に置き換えることもできる。タービンの運動を単純作業に結び付けて労働力にするものである。蒸気機関のタービンの回転数は早過ぎることが問題になる。回転が早いと素材が木っ端みじんになってしまうだろう。それなので、火の加え方、タービンの回転数、運動の速さ、これらの一連の動作を制御する。制御工学は機械の動きを制御するというものである。

## 倫理的問題
神経工学は道徳的な問題がある。神経工学はどのような人をユーザーに集めたのかである。病人であるのか、労働者であるのか、エンターテイメントなのか、このような人たちの向上を図るものである必要がある。だが、神経工学を悪用する人が仲間に入ってしまったら、どうするのか。悪人を入れないようにしないと無法地帯になってしまう。
何人もの人たちの向上を考えるのは脳神経倫理学であると考えられる。神経工学は病人が使う場合は医薬品医療機器等法で安全を守らなければならない。労働者が使う場合は資格を取得することを根拠に適切な使用方法を守らなければならない。エンターテイメントは仮想空間以外での使用を認めてはならない。だが、悪用される場合も考えられる。ニューロモジュレーションは生体に電気を流すので常に侵襲的である。身体を侵害することから、暴行、傷害などで国民を保護しなければならない。BMIや脳波の計測を悪用した場合は公共機関や法人が革新的な個人情報を勝手に利用してはならないだろう。個人が個人に対して悪用した場合はプライバシーの問題、顔写真などと同様に肖像権などで体の特徴を守らなければならない。
神経工学は国民を向上させる根拠を種類ごとに定めていないので、悪性の障害や精神病の悪化を防ぐ医療効果しか認められていない。

## 歴史
第二次世界大戦(1939-1945)は国際連合国の勝利で終わった。敗戦した国際連盟の戦後処理としてニュルンベルク裁判(1946)が行われた。ニュルンベルク裁判は国際連合統治下ではナチスドイツの行った非人道的な生体実験を止めることにしようという人道に対する罪のの裁判があった。裁判結果がはニュルンベルク要綱(1947)という判例となっている。後年、ニュルンベルク要綱を根拠に医師による生体実験の見解を纏めたヘルシンキ宣言(1975)が発表される。ニュルンベルク裁判の直後に米国とソ連の対立である冷戦(1945-1989)が浮き彫りになる。ニュルンベルク裁判は主要戦犯である24名を処罰したのだが、周辺の科学者や医師は処罰を恐れてほとんど国外逃亡することになる。ドイツ人が国外逃亡する先は米国かソ連になる。
冷戦は米国人がソ連の捕虜になり、帰国した時に熱心な共産主義者として帰って来ることが明らかとなった。米国人が共産主義者になる事情を調べると、マインドコントロールが行われていた。マインドコントロールは罰と報酬を使い共産主義者に誘導するものである。マインドコントロールに相打ちを出す作戦として逃亡したドイツ人科学者と医師が集められた。このドイツ系アメリカ人は統合諜報対象局に所属することになる。1960年、統合諜報対象局の出身であるドイツ系アメリカ人がソ連のスパイや捕虜の脳に自由主義の思想を書き込んだり、共産主義の記憶を消す電気刺激実験を行っている。
第二次世界大戦は冷戦を経てアメリカに神経科学と神経工学のカルチャーを伝来させたと考えられる。

## 結び
神経工学は単純に工学的に生体の神経のを制御するメカニズムを意味していることが理解される。